# Hliník nad Hronom
Hliník nad Hronom es un municipio del distrito de Žiar nad Hronom en la región de Banská Bystrica, Eslovaquia, con una población estimada a final del año 2024 de 2640 habitantes.
Se encuentra ubicado al noroeste de la región, en el valle del río Hron —un afluente izquierdo del Danubio— y cerca de la frontera con las regiones de Nitra y Trenčín.

## Demografía
| Año        | 1994 | 2004    | 2014    | 2024    |
| ---------- | ---- | ------- | ------- | ------- |
| Población  | 3053 | 2946    | 2915    | 2640    |
| Diferencia |      | −3,50 % | −1,05 % | −9,43 % |

| Año        | 2023 | 2024    |
| ---------- | ---- | ------- |
| Población  | 2652 | 2640    |
| Diferencia |      | −0,45 % |